# Chrysso cyclocera
Chrysso cyclocera là một loài nhện trong họ Theridiidae.
Loài này thuộc chi Chrysso. Chrysso cyclocera được Chuandian Zhu miêu tả năm 1998.